# Hermsdorf (Brandenburg)
Hermsdorf (baix sòrab: Hermanecy) és una ciutat alemanya que pertany a l'estat de Brandenburg. Forma part de l'Amt Ruhland. Fou esmenat per primer cop el 1489.